# Flughafen Shimla

i8
i11
i13
Der ca. 1546 m hoch gelegene Flughafen Shimla (englisch Shimla Airport, IATA-Code: SLV, ICAO-Code: VISM) ist ein nationaler Flughafen beim Ort Jubbarhatti ca. 20 km (Fahrtstrecke) westlich der Kleinstadt Shimla im Bundesstaat Himachal Pradesh im Norden Indiens. Der Airport gilt (vor allem bei Nebel oder Starkregen) als einer der schwierigsten Indiens.

## Geschichte
Der Flughafen existiert schon seit den 1960er Jahren. Erst nach der Planierung eines Hügels in den 1980er Jahren wurde die Start- und Landebahn asphaltiert. Im Jahr 2008 erhielt der Flugplatz ein neues Terminal.

## Verbindungen
Derzeit betreibt nur eine indische Fluggesellschaft tägliche Flüge nach Delhi.

## Sonstiges
- Betreiber des Flughafens ist die Airports Authority of India.
- Es gibt eine für Turboprop-Maschinen geeignete Start-/Landebahn mit ca. 1230 m Länge.
- Wegen der Höhenlage ist die Passagierkabine beim Start nur mit etwa 40 Personen besetzt.